# Connie Gilchrist
Pour les articles homonymes, voir Gilchrist.
Connie Gilchrist est une actrice américaine, née Rose Constance Gilchrist à New York (État de New York, États-Unis) le 6 février 1901, morte à Santa Fe (Nouveau-Mexique, États-Unis) le 3 mars 1985.

## Biographie
Au cinéma, elle joue de 1940 à 1969.
À la télévision, elle apparaît dans des séries (The Adventures of Rin Tin Tin, The Alfred Hitchcock Hour, The Twilight Zone...) entre 1954 et 1968.
Au théâtre (où elle débute à Londres), elle se produit dans six pièces à Broadway, de 1935 à 1940.

## Filmographie partielle
- 1940 : Hullabaloo d'Edwin L. Marin
- 1941 : Barnacle Bill de Richard Thorpe
- 1941 : The Wild Man of Borneo de Robert B. Sinclair
- 1941 : Il était une fois (A Woman's Face) de George Cukor
- 1942 : Johnny, roi des gangsters (Johnny Eager) de Mervyn LeRoy
- 1942 : Danse autour de la vie (We were dancing) de Robert Z. Leonard
- 1942 : Tortilla Flat de Victor Fleming
- 1942 : Born to Sing d'Edward Ludwig
- 1942 : Grand Central Murder de S. Sylvan Simon

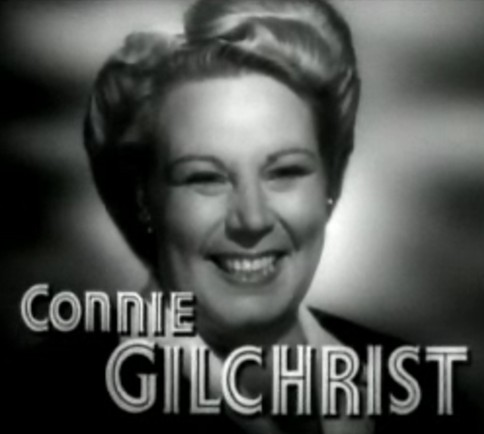
Dans Cry 'Havoc' (1943)

- 1943 : Lily Mars vedette (Presenting Lily Mars) de Norman Taurog
- 1943 : Cry Havoc, de Richard Thorpe
- 1944 : Le Corps céleste (The Heavenly Body), d'Alexander Hall
- 1944 : Tendre Symphonie (Music for Millions) de Henry Koster
- 1944 : Les Cuistots de Sa Majesté (Nothing But Trouble) de Sam Taylor
- 1945 : Junior Miss de George Seaton
- 1946 : L'Esclave du souvenir (Young Widow) d'Edwin L. Marin
- 1947 : Vive l'amour (Good News) de Charles Walters
- 1947 : Marchands d'illusions (The Hucksters) de Jack Conway
- 1948 : Acte de violence (Act of Violence) de Fred Zinnemann
- 1948 : Tenth Avenue Angel de Roy Rowland
- 1949 : Chaînes conjugales (A Letter to Three Wives) de Joseph L. Mankiewicz
- 1949 : Le Débrouillard (Chicken Every Sunday) de George Seaton
- 1949 : Les Quatre Filles du docteur March (Little Women) de Mervyn LeRoy
- 1950 : La Fille des boucaniers (Buccaneer's Girl) de Frederick de Cordova
- 1950 : Le Petit Train du Far West (A Ticket to Tomahawk) de Richard Sale
- 1950 : The Killer That Stalked New York d’Earl McEvoy
- 1950 : Stars in My Crown de Jacques Tourneur
- 1950 : Les flics ne pleurent pas (Undercover Girl) de Joseph Pevney
- 1950 : Tripoli (Tripoli) de Will Price
- 1951 : Tempête sur la colline (Thunder on the Hill) de Douglas Sirk
- 1951 : Si l'on mariait papa (Here comes the Groom) de Frank Capra
- 1952 : La Peur du scalp (The Half-Breed) de Stuart Gilmore
- 1953 : Houdini le grand magicien (Houdini) de George Marshall
- 1953 : Le Vol du diamant bleu (The Great Diamond Robbery) de Robert Z. Leonard
- 1954 : Je suis un aventurier (The Far Country) d'Anthony Mann
- 1954 : Le Pirate des mers du Sud (Long John Silver) de Byron Haskin
- 1954 : Une femme qui s'affiche (It should happen to you) de George Cukor
- 1956 : L'Homme au complet gris (The Man in the Gray Flannel Suit) de Nunnally Johnson
- 1958 : Comme un torrent (Some came running) de Vincente Minnelli
- 1958 : Mitraillette Kelly (Machine-Gun Kelly) de Roger Corman
- 1959 : L'habit ne fait pas le moine (Say One for Me) de Frank Tashlin
- 1962 : Les Internes (The Interns) de David Swift
- 1963 : La Quatrième Dimension (The Twilight Zone) (Série TV) : épisode Amour paternel (In Praise of Pip) de Joseph M. Newman (saison 5, épisode 1) : Mme Feeny
- 1964 : La Maison de madame Adler (A House Is Not a Home) de Russell Rouse
- 1965 : L'Enquête (Sylvia) de Gordon Douglas

## Théâtre (pièces à Broadway)
- 1935-1936 : Mulatto de Langston Hughes
- 1937 : Excursion de Victor Wolfson
- 1937 : Work is for Horses (de ?), mise en scène par Anthony Brown, avec Robert Keith
- 1938 : How to get tough about it de Robert Ardrey, avec José Ferrer, Karl Malden, Kent Smith
- 1939-1940 : Ladies and Gentlemen de Charles MacArthur et Ben Hecht, avec Helen Hayes, Robert Keith, Philip Merivale